# Драговская сельская община
Драговская сельская общи́на (укр. Драгівська сільська громада) — территориальная община в Хустском районе Закарпатской области Украины.
Административный центр — село Драгово.

## Население
Население составляет 13 875 человек. Площадь — 149,4 км².

## Населённые пункты
В состав общины входят 7 сёл:
- Драгово
- Забереж
- Кичерели
- Становец
- Ольшаны
- Золотарёво
- Забродь